# 2010 في اليمن
القائمة التالية تسرد أهم الأحداث التي وقعت خلال عام 2010 في اليمن.

## الأحداث

### يناير
- 14 يناير - الحكومة اليمنية تحذر مواطنيها من مغبة إيواء عناصر تنظيم القاعدة في اليمن وتدعوهم إلى التعاون مع قوات الأمن والإبلاغ عنهم.
- 28 يناير - رئيس الوزراء اليمني علي محمد مجور يقول أن تنظيم القاعدة يستغل المشاكل في اليمن مثل الفقر والانقسامات السياسية لكن العالم أبدى التزامًا بالتصدي لهذه المشاكل من خلال تقديم الدعم الاقتصادي الذي سيساعد على حلها.

### فبراير
- 4 فبراير- منسق عمليات الإغاثة الطارئة في الأمم المتحدة يقول إن الوضع الإنساني في اليمن يتفاقم وإن الدول المانحة تنأى بنفسها عن هذا البلد وهو الأمر الذي يعرض برامج المساعدات للخطر.
- 6 فبراير - المستشار السياسي للرئيس اليمني عبد الكريم الإرياني يقول إن اليمن سلم الحوثيين جدولًا زمنيًا لتنفيذ شروط الهدنة التي وضعتها الحكومة في محاولة لإنهاء الصراع في صعدة.

### أبريل
- 26 أبريل - السفير البريطاني في اليمن ينجو من تفجير انتحاري عنيف استهدف موكبه بالعاصمة صنعاء، والسفارة البريطانية تؤكد عدم إصابة السفير أو أي من مرافقيه.

### مايو
- 21 مايو - الرئيس اليمني علي عبد الله صالح يعلن عفوًا عامًا عن المعتقلين على ذمة التمرد الحوثي في صعدة شمال اليمن، وكذلك المحتجزين الخارجين عن القانون في بعض مديريات لحج وأبين والضالع.

### يونيو
- 7 يونيو - مقتل ما لا يقل عن أربعة أشخاص وجرح آخرين في قصف شنه الجيش اليمني على معقل للمسلحين المطالبين بانفصال جنوب اليمن، وذلك عقب مواجهات مع الشرطة في محافظة الضالع.

### يوليو
- 14 يوليو - الشرطة اليمنية تعلن عن قيام مسلحين يشتبه في انتمائهم لتنظيم القاعدة بمهاجمة مكتبين أمنيين في جنوب اليمن مما أسفر عن اندلاع اشتباكات عنيفة سقط خلالها ثلاثة قتلى على الأقل.
- 21 يوليو - مقتل 22 شخصًا وإصابة أكثر من 50 في اشتباكات استمرت يومين بين مسلحين من جماعة الحوثي ورجال قبائل موالين للحكومة في شمال اليمن.

### أغسطس
- 29 أغسطس - هجوم على نقطة تفتيش في محافظة أبين في جنوب اليمن يؤدي إلى مقتل ثمانية جنود، وتنظيم القاعدة يعلن مسؤوليته عن الهجوم.

### سبتمبر
- 20 سبتمبر - وقوع معركة الحوطة بين الجيش اليمني مع اللجان الشعبية ضد تنظيم القاعدة.

### أكتوبر
- 6 أكتوبر - هجوم صاروخي في صنعاء يستهدف سيارة تقل نائب رئيس البعثة البريطانية في اليمن يؤدي إلى إصابة أحد موظفي السفارة بجروح طفيفة وثلاثة مواطنين يمنيين من المارة، ومسلح يفتح النار داخل مجمع شركة نمساوية للنفط والغاز ويقتل مواطنًا فرنسيًا.
- 14 أكتوبر - مقتل أربعة مواطنين يمنيين في ذكرى الثورة في اليمن الجنوبي ضد الاستعمار البريطاني في الحبيلين على يد قوات الأمن اليمنية.

### نوفمبر
- 22 نوفمبر - الرئيس اليمني علي عبد الله صالح يفتتح الدورة العشرون لبطولة كأس الخليج لكرة القدم المقامة في مدينة عدن والتي تستضيفها اليمن للمرة الأولى.
- 24 نوفمبر - مقتل 16 شخصًا على الأقل وإصابة 20 آخرين في انفجار سيارة مفخخة في اليمن استهدف موكبًا للزيديين وهم في طريقهم للاحتفال بيوم غدير خم.